# Dolichobostrychus yunnanus
Dolichobostrychus yunnanus är en skalbaggsart som beskrevs av Pierre Lesne 1913. Dolichobostrychus yunnanus ingår i släktet Dolichobostrychus och familjen kapuschongbaggar. Inga underarter finns listade i Catalogue of Life.